# ジョン・マクキリアム
- マッキリアム

ジョン・マクキリアム（John McQuilliam、1962年8月3日 - ）は、イギリス・ランカシャー州オールダム出身のF1カーデザイナー。

## 人物
1988年 - 1989年、インペリアル・カレッジで複合材料を学び、航空宇宙工学修士号。
英国の航空宇宙エンジニアのマクキリアムは、1986年にコンポジットモノコック導入の初期段階にあったウィリアムズの複合材料エンジニアとして初めてF1に参加した。
アロウズでコンポジットエンジニアとして働き、1991年、ジョーダンに入社した。
2005年にジョーダンがミッドランド・グループに買収された後、マッキリアムは2007年に再びスパイカー・カーズに売却されるまでチームに留まった。
2007年の終わりに彼はスパイカーを去り、ニック・ワースが所有する会社であるワース・リサーチで複合材料の責任者として働き、2010年のバージンVR-01、2011年のバージンMVR-02、2012年のマルシャMR01、2013年のマルシャMR02、2014年と2015年のマルシャMR03のチーフ・デザイナーを務めた。
2015年2月にマノーF1チームのテクニカルディレクターに就任し、2016年のマノーMRT05。
2017年2月のマノー(Manor Racing)消滅後、マクキリアムはプロドライブのコンポジット部門でチーフエンジニアを勤め、2019年4月以降、このミルトンキーンズの2011年設立の新会社、プロドライブコンポジット社で、エンジニアリングディレクターとして施設の運用を一任されている。